# Bruno Chizzo
Bruno Chizzo (Údine, Italia, 19 de abril de 1916-Trieste, Italia, 14 de agosto de 1969) fue un futbolista italiano que jugaba como centrocampista.

## Selección nacional
Pese a no jugar ningún partido, formó parte de la selección italiana campeona del mundo en 1938.

### Participaciones en Copas del Mundo
| Mundial                        | Sede    | Resultado | Partidos | Goles |
| ------------------------------ | ------- | --------- | -------- | ----- |
| Copa Mundial de Fútbol de 1938 | Francia | Campeón   | 0        | 0     |

## Clubes
| Club        | País   | Año       |
| ----------- | ------ | --------- |
| Udinese     | Italia | 1933-1935 |
| Triestina   | Italia | 1935-1939 |
| Milan       | Italia | 1939-1940 |
| Genoa       | Italia | 1940-1942 |
| Ancona      | Italia | 1942-1943 |
| Udinese     | Italia | 1944      |
| Genoa       | Italia | 1945-1947 |
| Bolzano     | Italia | 1947-1949 |
| Empoli      | Italia | 1949-1950 |
| Sangiorgina | Italia | ¿-?       |

## Palmarés

### Campeonatos nacionales
| Título                     | Club    | País   | Año  |
| -------------------------- | ------- | ------ | ---- |
| Prima Divisione (Girone A) | Udinese | Italia | 1935 |

### Copas internacionales
| Título                 | Selección | Sede    | Año  |
| ---------------------- | --------- | ------- | ---- |
| Copa Mundial de Fútbol | Italia    | Francia | 1938 |